# Rubus cooperi
Rubus cooperi är en rosväxtart som beskrevs av David Geoffrey Long. Rubus cooperi ingår i släktet rubusar, och familjen rosväxter. Inga underarter finns listade i Catalogue of Life.